# جانگ هی-جین
جانگ هی-جین (کره‌ای: 장희진; زادهٔ ۹ مهٔ ۱۹۸۳) یک بازیگر اهل کره جنوبی است. او کار خود را به عنوان مدل برای مجلات مد سه‌سی، ماری کلر و سیندی پارکی آغاز کرد. جانگ در چندین سریال و فیلم تلویزیونی از جمله جاسوس میونگ وول (۲۰۱۱)، بزرگ  (۲۰۱۲) و گل شیطان (۲۰۲۰) ظاهر شده است.